# 大鱗鮨
大鱗鮨，為輻鰭魚綱鱸形目鱸亞目鮨科的其中一種，分布於東大西洋區，從幾內亞比索、迦納至安哥拉海域，棲息深度25-150公尺，體長可達20公分，生活在沿海海域，為底棲性魚類，屬肉食性，可做為食用魚。

## 擴展閱讀
維基物種上的相關：大鱗鮨